# Anne-Marie Berglund
Anne-Marie Linnéa Berglund, född 31 januari 1952 i Esbo, Finland, död 6 mars 2020 i Högalids distrikt, Stockholm, var en svensk författare som skrev lyrik, prosa och radiodramatik. Berglund skrev för tidskrifterna Bang, Ordfront Magasin och Karavan, samt kvällstidningen Expressen. Hon finns bland annat publicerad i tidskrifterna Café Existens, Lyrikvännen, Horisont, BLM, 20-tal, Cora och Subaltern.

## Biografi
Berglund föddes av finlandssvenska föräldrar i Esbo i Finland men flyttade till Bergslagen i Sverige som fyraåring.

### Lyrik
- 1977 – Luftberusningen (Coeckelberghs)
- 1978 – Mellan extas och fångenskap (Alba)
- 1990 – Kvinnorna klär sig till brudar i år (Agora)
- 1996 - Strandmumier/ Les momies de la plage
- 2000 – Jag vill stå träd nu (Bonnier)

### Prosa
- 1980 – En ödets gunstling (Alba) (novellsamling)
- 1983 – Flicklekar (Alba)
- 1987 – Staden vid gränsen (Alba)
- 1989 – Dansa min flicka (Alba)
- 1991 – Dam med dåligt rykte på sin vanliga runda (Alba)
- 1994 – Raserier (Bonnier Alba)
- 1997 – Episoderna: 33 reseminiatyrer (Studiekamraten)
- 2002 – Dagen då jag tog ledigt från romanen (Lejd)
- 2005 – Breven till mamma (Bonnier)

### Dramatik
- 1984 Och han den siste somnade, Radioteatern, regi Eva Stenman-Rotstein, med bl.a. Mona Seilitz, Frej Lindqvist, Krister Henriksson, Anders Ahlbom Rosendahl & Erland Josephson
- 1993 Jag är en annan, Radioteatern, regi Claire Wikholm, med Marie Göranzon
- 1993 Ge mig tillbka min bror!, Radioteatern, regi Peter Ferm, med bl.a. Ingalill Rydberg, Björn Gedda, Johan Hedenberg, Leif André & Lissi Alandh
- 1997 Uti vår hage, Radioteatern, regi Thorsten Flinck, med bl.a. Claes Månsson
- 2005 Samtal om en hund, Radioteatern, regi Tomas Melander, med bl.a. Inga Landgré
- 2005 Vi reser dit där Mann, Radioteatern, regi Tomas Melander, med bl.a. Inga Landgré

## Filmografi
- 1976 – Veckända i Stockholm (roll, manus och regi)

## Priser och utmärkelser
- 1979 – Albert Bonniers stipendiefond för yngre och nyare författare
- 1995 – Signe Ekblad-Eldhs pris
- 2000 – Svenska Dagbladets litteraturpris
- 2002 – Doblougska priset
- 2005 – Sveriges Radios Lyrikpris
- 2008 – Aniarapriset